# Notiophilus semiopacus
Notiophilus semiopacus es una especie de escarabajo del género Notiophilus, familia Carabidae. Fue descrita científicamente por Eschscholtz en 1833.
Habita en los Estados Unidos, principalmente desde California hasta Arizona, también Texas.